# Chloropteryx productaria
Chloropteryx productaria là một loài bướm đêm trong họ Geometridae.